# Otto-Schott-Straße (Jena)

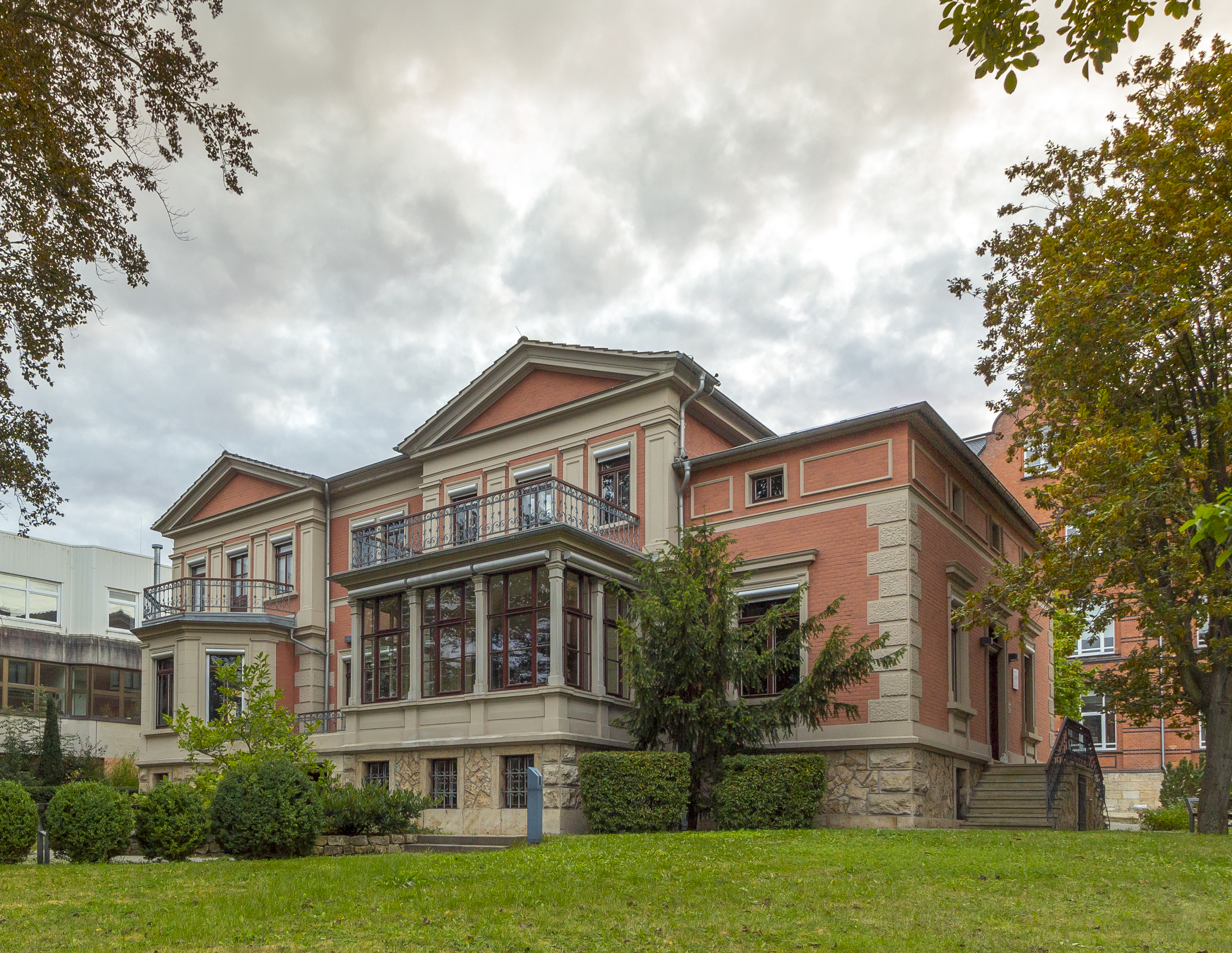
Villa Schott

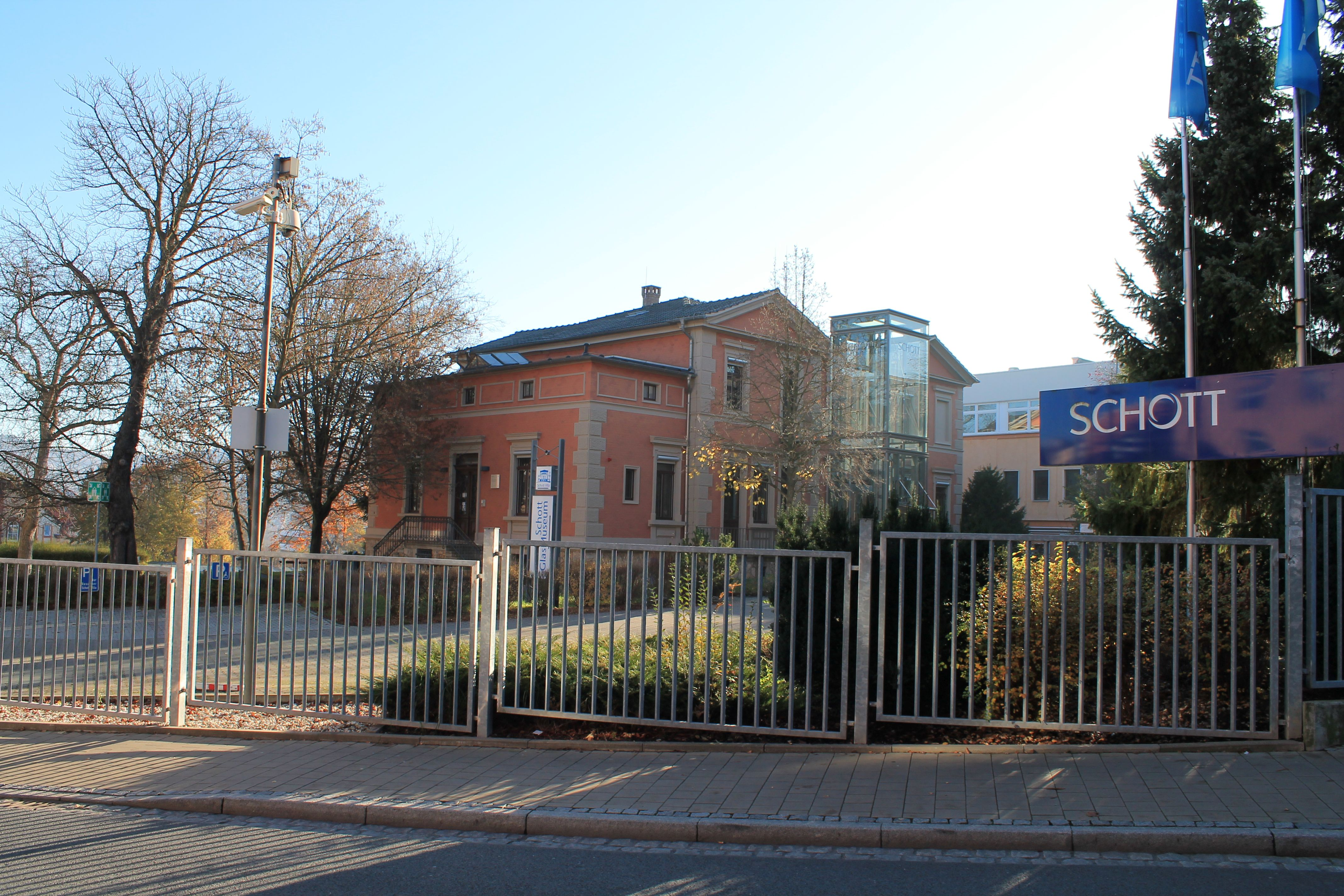
Villa Schott

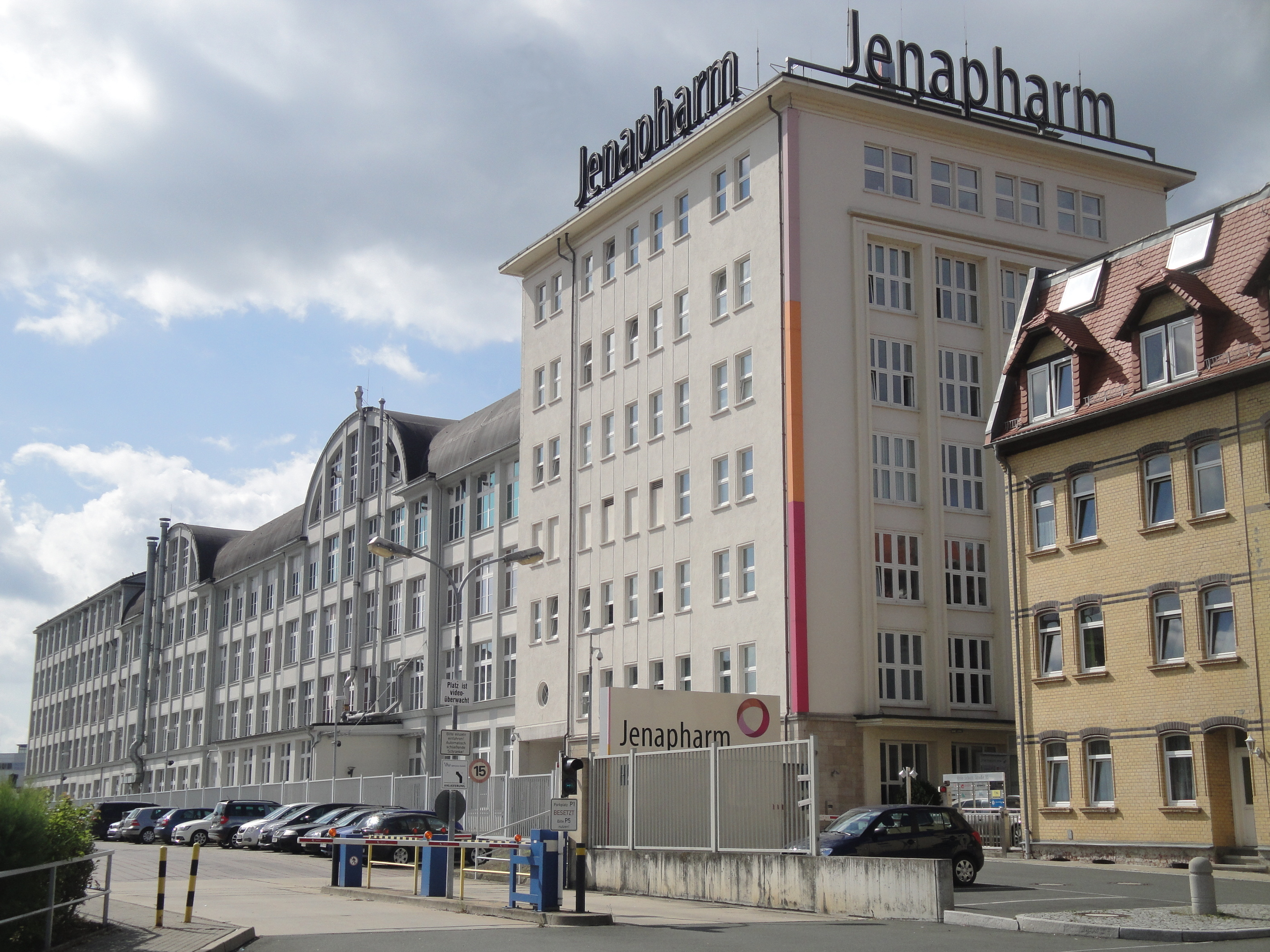
Jenapharm in der Otto-Schott-Straße 15

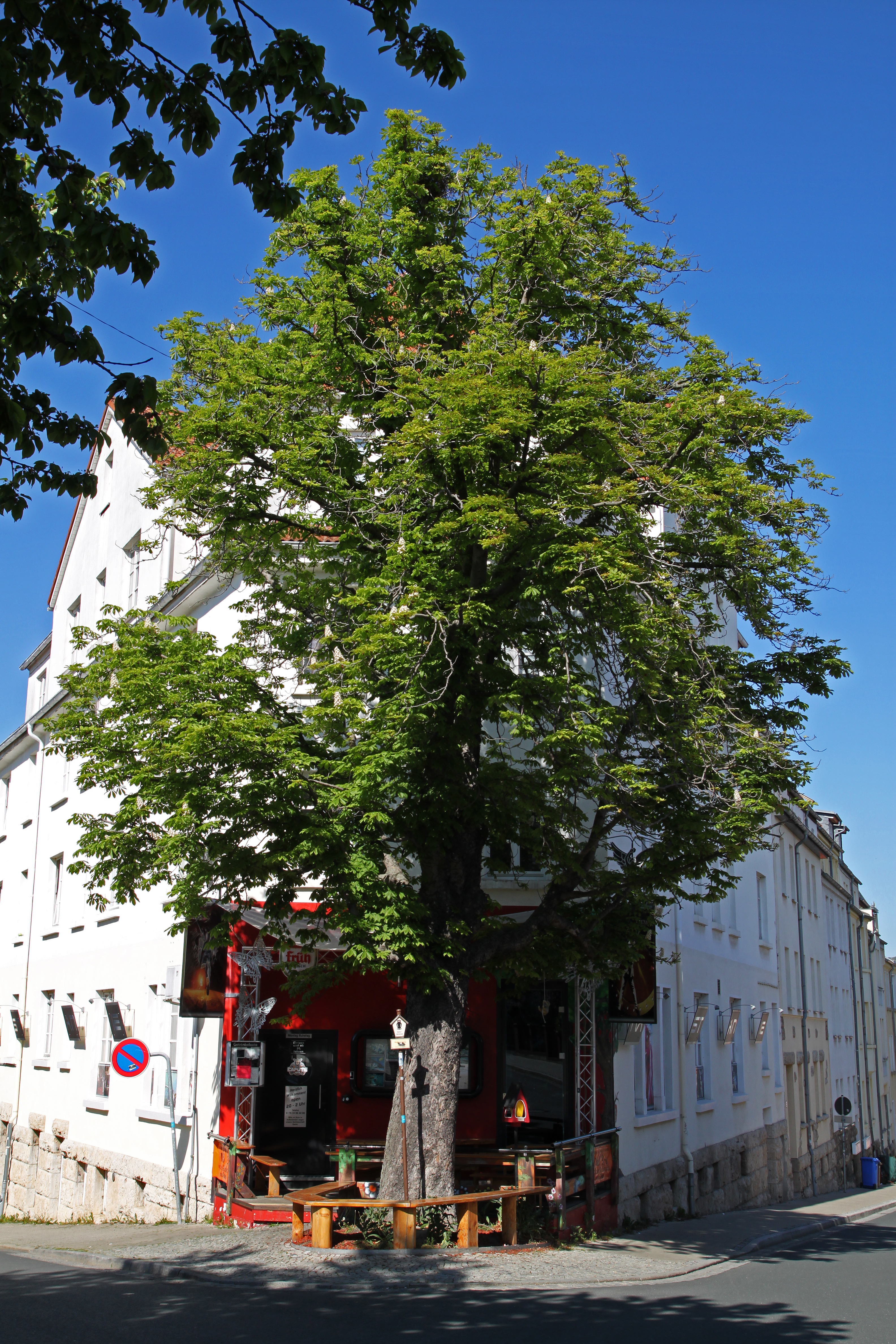
Naturdenkmal Rosskastanie Otto-Schott-Straße

Die Otto-Schott-Straße in Jena-Süd ist ein Straßenzug benannt nach dem Glastechniker und Chemiker Otto Schott. Sie ist eine Anliegerstraße und befindet sich ca. 750 Meter Luftlinie entfernt vom Stadtzentrum. Sie liegt im Postleitzahlenbereich 07745.
Die dort ansässige Glasfirma Schott AG, die Schott zusammen mit Ernst Abbe 1884 und Carl Zeiß als ein glastechnisches Laboratorium unter der Bezeichnung Glastechnisches Laboratorium Schott & Genossen gründete, spezialisiert auf Spezialglas, Glaskeramik und optische Geräte, gibt es noch heute. In der Schott-Villa ist auch ein Museum zur Firmengeschichte zu besichtigen. Der Standort in der Otto-Schott-Straße 13 ist Gründungsort eines globalen Unternehmens. Feuerfeste Glaswaren „Jena-Glas“, „Ceran“ und „Duran“ sind dessen bekannteste Erzeugnisse. In der Otto-Schott-Straße 15 ist die Jenapharm GmbH & Co. KG ansässig.
In der Otto-Schott-Straße stand eine Rosskastanie, die ein Naturdenkmal darstellte. Die erwähnten Gebäude, die das Straßenbild prägen, stehen auf der Liste der Kulturdenkmale in Jena.
In Jena gibt es auch einen Otto-Schott-Platz mit einer Sportanlage.